# Rock Island (Washington)
Rock Island az Amerikai Egyesült Államok északnyugati részén, Washington állam Douglas megyéjében elhelyezkedő város. A 2010. évi népszámlálási adatok alapján 788 lakosa van.

## Történet
A települést a 19. században alapították Hammond néven; bizonyos térképeken így, vagy Power City néven szerepel. A Rock Islandet magában foglaló völgyben az 1860-as évek elején Ingraham és McBride kereskedőpontot létesítettek; partnereik a halak ívásakor itt halászó őslakosok voltak. A két férfi később a Wenatchee folyó partjához költözött.
Rock Island megalapításában James E. Keane játszotta a legnagyobb szerepet, aki 1887-ben érkezett ide csapatával. Keane a Homestead, a Pre-emption és a Desert Act révén szerzett területen házat akart építeni. Négy évvel később a Great Northern Railroad munkatársai terepszemlét tartottak, majd keletről a völgy felé haladva megkezdődött a vasútépítés. A helyi zuhatagtól másfél kilométerre északra Keane megalapította Hammondot, amely a vasútvonal nyomvonalkorrekciói miatt a jelenlegi Rock Island helyszínétől négy kilométerre délre volt. Miután Keane átköltözött, a Columbia folyó szikláira utalva az új települést Rock Islandnek keresztelte. 1891 és 1893 között a helység fontos volt a vasúttársaság számára. A folyón épült acélhídnak köszönhetően sok munkás költözött ide; ellátásukra számos bolt létesült, később pedig megalapították a Rock Island Sun című újságot.
Rock Islandet kívánták a térség nagyvárosává fejleszteni, azonban a jó elhelyezkedése ellenére Wenatchee jobban fejlődött; miután átjárási lehetőség nyílt a Columbia folyón, a munkalehetőségek miatt a vasúti dolgozók elköltöztek.
1930-ban a Puget Sound Power and Light Company által a Columbia folyón tervezett Rock Island gátnak köszönhetően a népesség ismét megnőtt. A kivitelezés előrehaladtával Rock Island 1930. november 3-án városi rangot kapott. A gát építésén dolgozók a közelben ideiglenes falvakat hoztak létre, azonban ezek a generátorok beindításával és az apasztók 1932-es elzárásával megszűntek.
A gát építésekor számos indián szimbólum megsemmisült; a megmaradtakat a közeli Wenatchee-ben állították ki. A második világháborútól 2003-ig szilíciumkohó működött itt, melynek helyén később irodákat, szállodákat és éttermeket kívánnak nyitni.

## Éghajlat
A város éghajlata meleg nyári mediterrán (a Köppen-skála szerint Csb).
| Hónap                         | Jan.  | Feb.  | Már.  | Ápr. | Máj.  | Jún. | Júl. | Aug. | Szep. | Okt. | Nov.  | Dec.  | Év    |
| ----------------------------- | ----- | ----- | ----- | ---- | ----- | ---- | ---- | ---- | ----- | ---- | ----- | ----- | ----- |
| Rekord max. hőmérséklet (°C)  | 20,0  | 18,3  | 25,6  | 33,9 | 39,4  | 42,8 | 41,7 | 42,8 | 37,8  | 32,2 | 21,1  | 16,7  | 42,8  |
| Átlagos max. hőmérséklet (°C) | 1,1   | 5,6   | 12,2  | 16,7 | 21,7  | 25,6 | 30,6 | 30,0 | 25,0  | 16,1 | 6,7   | 0,0   | 16,0  |
| Átlagos min. hőmérséklet (°C) | −3,9  | −2,2  | 1,7   | 5,0  | 8,9   | 12,8 | 16,1 | 16,1 | 11,1  | 5,0  | −0,6  | −4,4  | 5,5   |
| Rekord min. hőmérséklet (°C)  | −24,4 | −26,1 | −16,1 | −3,9 | −18,3 | 3,3  | 6,1  | 5,6  | −0,6  | −9,4 | −20,6 | −29,4 | −29,4 |
| Átl. csapadékmennyiség (mm)   | 27    | 21    | 16    | 12   | 17    | 15   | 7    | 5    | 9     | 11   | 28    | 36    | 204   |
| Forrás: The Weather Channel   |       |       |       |      |       |      |      |      |       |      |       |       |       |

## Népesség
A 2010-es népszámláláskor a városnak 788 lakója, 262 háztartása és 179 családja volt. A népsűrűség 269,9 fő/km2. A lakóegységek száma 277, sűrűségük 94,9 db/km2. A lakosok 63,7%-a fehér, 0,8%-a afroamerikai, 0,5%-a indián, 0,1%-a ázsiai, 0,1%-a a Csendes-óceáni szigetekről származik, 32,6%-a egyéb, 2,2%-a pedig kettő vagy több etnikumú. A spanyol vagy latino származásúak aránya 51,4% (47,6% mexikói, 0,6% Puerto Ricó-i,  3,2% egyéb spanyol vagy latino származású.)
A háztartások 35,5%-ában élt 18 évnél fiatalabb. 51,1% házas, 10,7% egyedülálló nő, 6,5% egyedülálló férfi, 31,7% pedig nem család. 26,3% egyedül élt; 7,3%-uk 65 éves vagy idősebb. Egy háztartásban átlagosan 3,01 személy élt; a családok átlagmérete 3,66 fő.
A medián életkor 32,5 év volt. A város lakóinak 32,1%-a 18 évesnél fiatalabb, 9,5% 18 és 24 év közötti, 22,9%-uk 25 és 44 év közötti, 26,3%-uk 45 és 64 év közötti, 9,3%-uk pedig 65 éves vagy idősebb. A lakosok 53,3%-a férfi, 46,7%-a pedig nő.

## Fordítás
Ez a szócikk részben vagy egészben  a   Rock Island, Washington című angol Wikipédia-szócikk ezen változatának fordításán alapul.  Az eredeti cikk szerkesztőit annak laptörténete sorolja fel. Ez a jelzés csupán a megfogalmazás eredetét és a szerzői jogokat jelzi, nem szolgál a cikkben szereplő információk forrásmegjelöléseként.